# 范鳴龢
范鸣龢（1822年—?），原名范鳴瓊，字鹤生，湖北武昌（今武汉）人。

## 生平
道光二年壬午（1822年）出生。补学官弟子，與张裕钊友好，咸丰二年（1852年）進士及第，殿试已列一甲前十名，唱名时，稱范鸣琼为“萬民窮”，道光蹙眉，谕将此卷移置三甲。选翰林院庶吉士。历官吏部文选司主事。同治元年张之洞赴京参加会试，范鹤生時任考官，对他的考卷极力推荐。同治十三年甲戌（1874年）升验封司员外郎。光绪六年庚辰（1880年）分發江西道员等。卒年不詳。

## 著作
著有《澹災蠡述》等。